# Heilige-Familiekerk (Edegem)

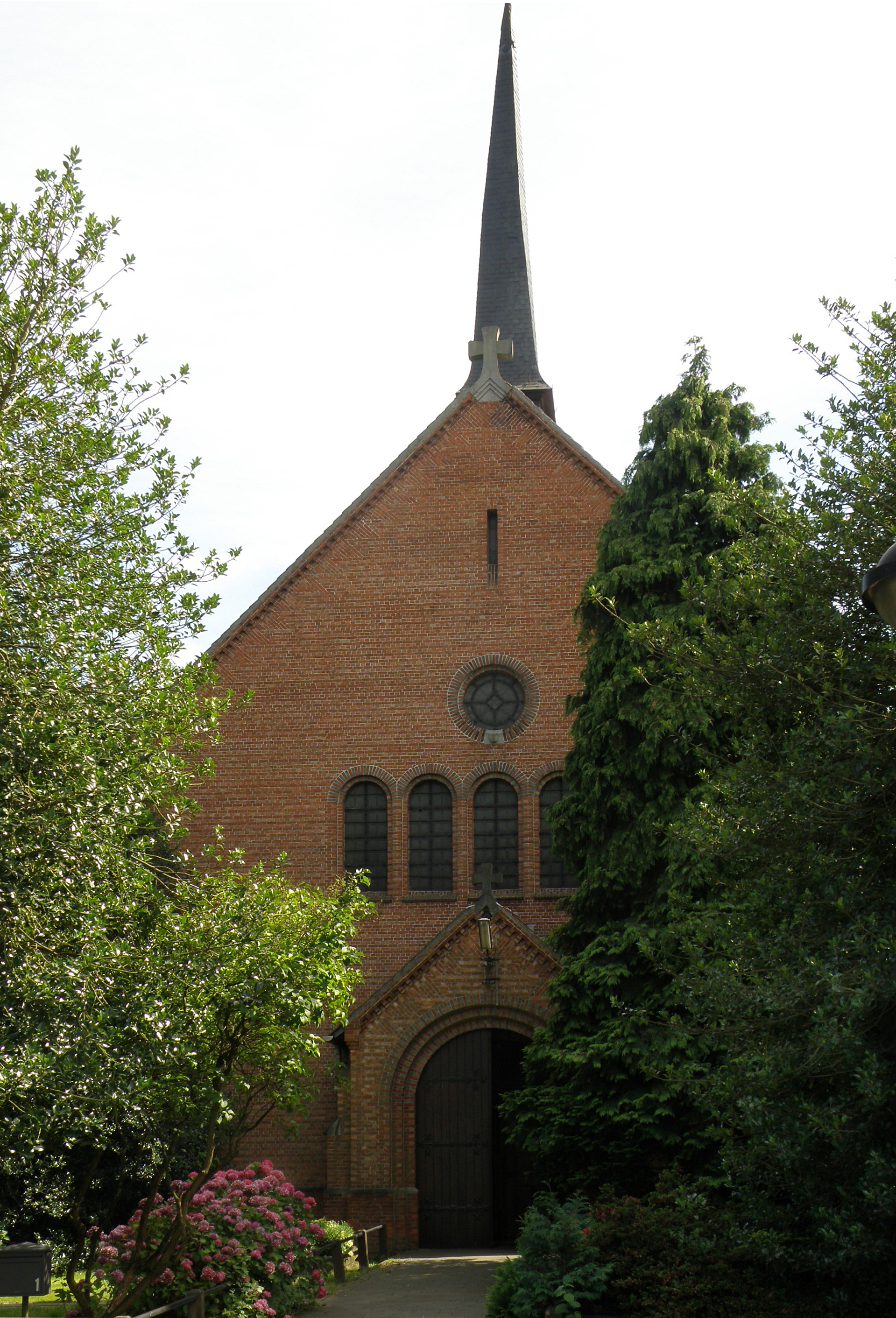
Heilige-Familiekerk

De Heilige-Familiekerk is een parochiekerk in de Antwerpse plaats Edegem, gelegen aan het Kerkplein 1, direct ten westen van Fort 5.
Deze kerk werd in 1927 gebouwd naar ontwerp van Vandendaele, voor de wijk Elsdonk.
Het betreft een bakstenen zaalkerk onder zadeldak, met voorgebouwd portaal en een dakruiter met hoge spits.
De kerk bezit een 16e-eeuws schilderij, voorstellende Heilige Familie met kleine Johannes.